# Храм Зевса Олімпійського
Храм Зевса Олімпійського (грец. Ναός του Ολυμπίου Διός), або Олімпейон — найбільший храм Стародавньої Греції, своїми розмірами перевершив Парфенон, був також найбільшою спорудою Пелопоннесу. Розташований у центрі Афін, столиці Греції. У первісному вигляді мав 104 колони заввишки 17 м, з них донині збереглися лише 15.

## Архітектура

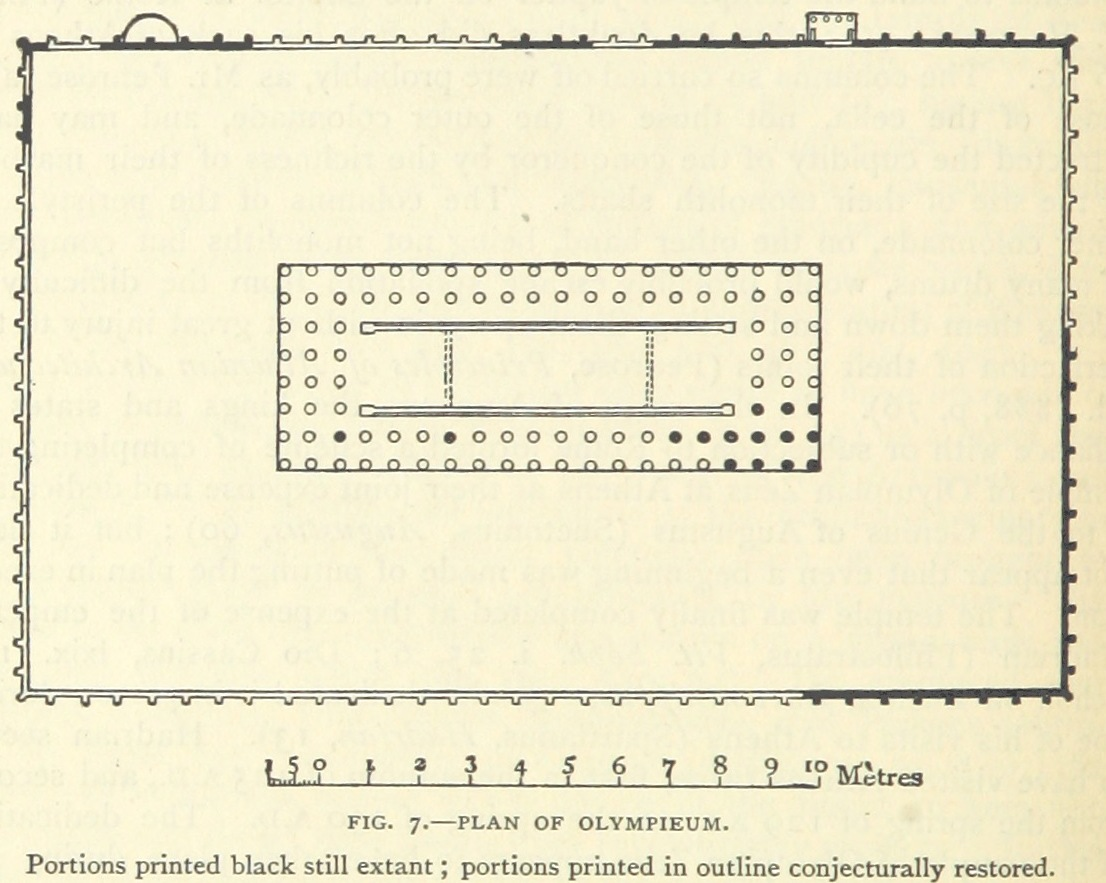
Схема храму та площі. Замальовані фрагменти — вцілілі залишки

Храм стояв на площі розміром 250 на 130 м, оточеній низькою стіною з колонами. В північно-західному куті стіни була брама з іметтанського мармуру.
В центрі площі містився масивний мармуровий храм Зевса розміром 110 на 43 м. Його колони Коринфського ордеру були заввишки 17,25 м, діаметром 1,7 м і мали 20 канелюрів. На кожному довгому боці храму було по два ряди з 20 колон, а на короткому – по три ряди з 8. Таким чином, спочатку було разом 104 колони. Колони увінчували коринфські капітелі, вирізьблені з двох масивних блоків мармуру кожна.
Усередині храмової целли містилися гігантські хризелефантинові (золото та слонова кістка) статуї Зевса та головного благодійника храму Адріана, якому було надано рівного статусу з грецьким богом.

## Історія будівництва

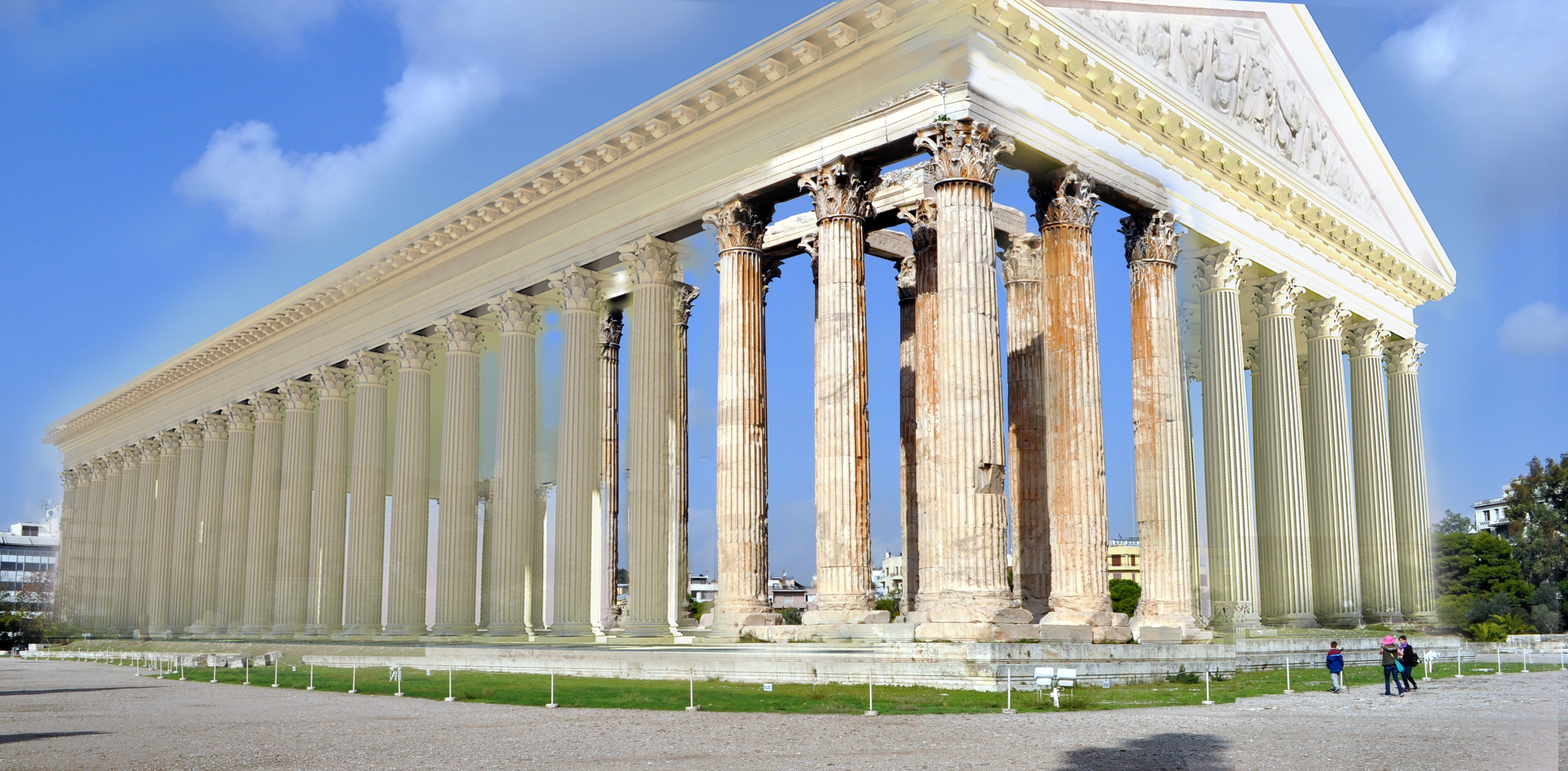
Реконструкція вигляду храму часів його розквіту

### Перший етап
На місці храму існувало прадавнє капище міфічного Девкаліона. За Пісістрата воно було відновлене близько 550 до н. е. Після смерті тирана, капище було знову зруйновано, а на його місці близько 520 до н. е. синами Пісістрата Гіпієм та Гіпархом на трофеї Трифілійської війни розпочато спорудження нового колосального храму, присвяченого Зевсові. Брати бажали затьмарити одночасно два найславетніших храми Еллади Геріон на Самосі та Храм Артеміди — одне із Семи чудес стародавнього світу. Храм будували із місцевого вапняка у класичному доричному стилі на фундаменті 41×108 м. Навколо целли зводилась подвійна колонада по 8 та 21 колоні — відповідно.
Проте коли тиранію в Афінах було повалено, а Гіпія вислано, близько 510 до н. е. будівництво довелось призупинити: завершеними були лише фундамент та деякі елементи колон. У такому стані будівля залишалась впродовж наступних 350 років, до початку доби Афінської демократії. Аристотель у трактаті «Політика» Храм Зевса Олімпійського як яскравий приклад вдалої скерованості народних мас на масштабні, власне, державні роботи, які не залишали їм часу та енергії на влаштування повстань та висловлення невдоволення.

### Другий етап
174 до н. е. цар Селевкіди Антіох IV, який запевняв, що є земним уособленням Зевса, відродив проєкт і доручив будівництво римському архітектору Децимусу Коссутіусу. Він значно змінив первісний проєкт. Вапняк вирішено замінити на більш довговічний та коштовніший пентелікійський мармур. Навіть архітектурний стиль було змінено на коринфський, таким чином Олімпейон став першим випадком використання коринфського ордеру у зовнішньому оздобленні масштабних споруд. Проте після смерті Антіоха у 164 до н. е. будівництво знову зупинилось, в той час як храм був готовий лише наполовину.
86 р. до н. е. після захоплення Афін Луцієм Корнелієм Суллою ще недобудований храм було варварськи пограбовано: кілька його колон вивезено до Риму та повторно використано при спорудженні Храму Юпітера на Капітолійському пагорбі.

### Третій етап
124 року римський імператор Адріан, відомий своїм філеллінізмом, відвідав Афіни. Тоді ж місті за його ініціативи та підтримки розпочалась масова міська забудова, у тому числі завершення Храму Зевса Олімпійського. Проєкт попередника, римського архітектора, був відтворений з незначними змінами. Сам храм та довкільна площа, відмежована мармуровими плитами, були прикрашені статуями, які зображали Адріана, богів та деякі композиції римських провінцій.
Відкриття Олімпейону було офіційно присвячене другому візиту в Афіни імператора у 132 році. На знак поваги та вдячності щедрості імператора на кошт мешканців Афін позаду храму було встановлено колосальну статую самого Адріана. Ще більш грандіозною була статуя Зевса, виконана зі слонової кістки та золота, вона розміщувалась у целлі храму. Використання золота та слонової кістки на той час вважалось архаїчним, проте більшість дослідників схиляються до думки, що Адріан, який понад усе ідеалізував Прадавню Грецію, навмисне прагнув уподібнити скульптури роботам Фідія.

## Зруйнування
Після завершення усіх будівельних робіт храм був вперше ушкоджений герунами у 267 р. Проте справжній історії винищення храму поклав початок християнський імператор Феодосій II у 425 р., який заборонив служіння будь-яким римським та грецьким богам. Храми у кращому випадку закривали, інакше — розбирали і використовували повторно як будівельний матеріал. Наприкінці Візантійської доби Олімпейон був майже повністю знищений. 1436 р. Кіріак із Акони, відвідуючи Афіни, знайшов лише 21 колону замість 104.

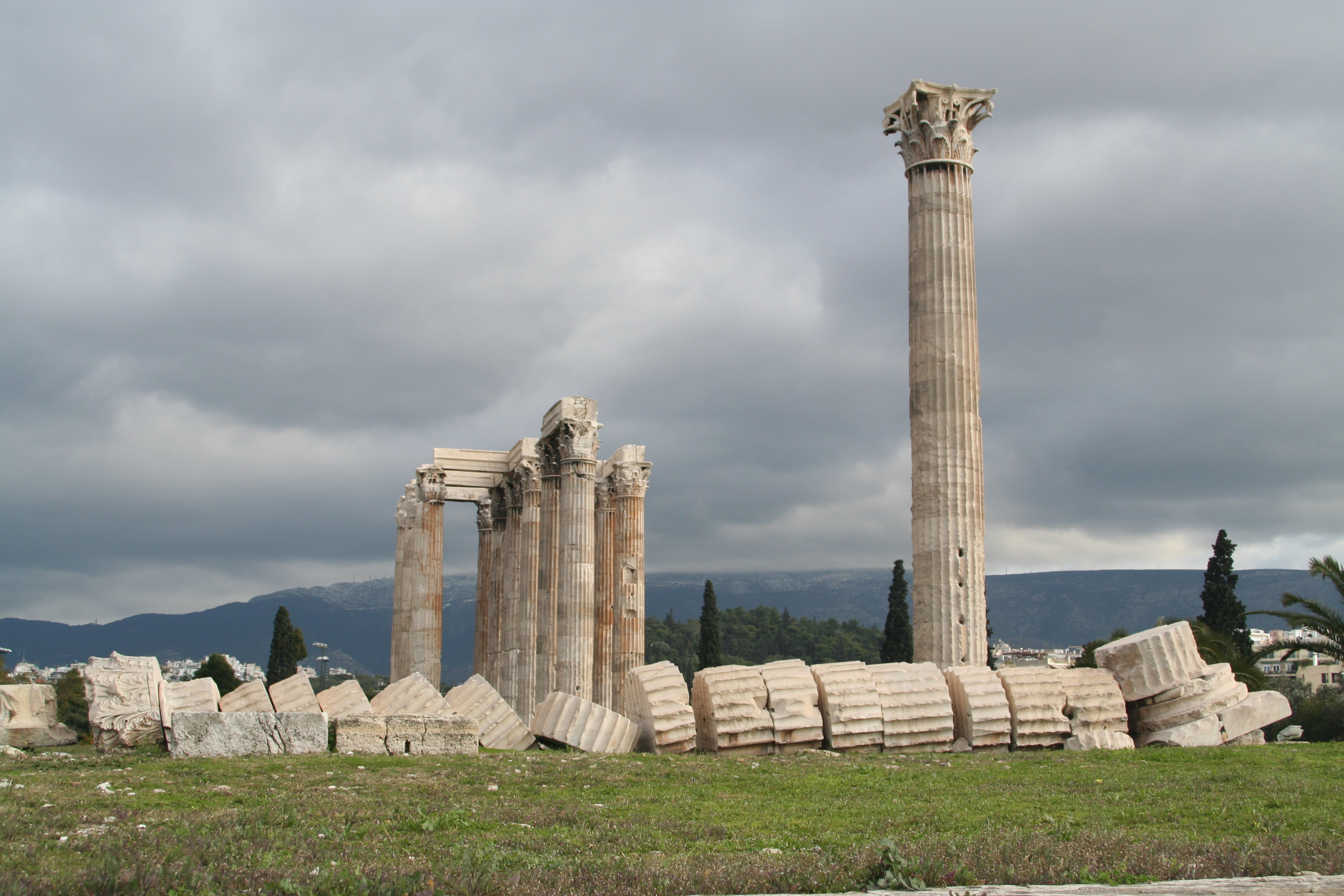
16 колона Олімпейону

Пізніше одна з колон було підірвана порохом за наказом турецького правителя Афін Циздаракіса у 1759 р. Мармур був потрібен для виготовлення штукатурки для мечеті, яку він будував у Монастиракі. За часів турецького панування храм був відомий серед греків як Палац Адріана, у той час як турки його називали Палацом Белкіс, за турецькою легендою храм був резиденцією дружини Соломона.
До наших днів збереглись 15 колон та шістнадцята колона лежить поламана на тому місці, куда вона впала під час шторму 1852 року. Від целли храму та колосальних статуй Зевса й Адріана нічого не залишилось.